# Casimireffekten

Casimirkrafter på parallella plattor

Casimireffekten på parallella plattor, med bubblor som ska illustrera fältkvanta av olika storlek.

Casimireffekten och Casimir-Polderkraften är en fysisk kraft som uppstår ur kvantfälteffekter.  Det vanligaste exemplet är med två oladdade metallplattor som placeras några mikrometer ifrån varandra i vakuum.  Enligt klassisk elektrodynamik skulle det inte bli något fält mellan plattorna, och därmed ingen kraft.  Enligt kvantelektrodynamik däremot kommer plattorna att påverka mängden virtuella fotoner i fältet mellan plattorna, vilket ger upphov till en nettokraft som kan vara antingen attraktiv eller repulsiv beroende på plattornas form och placering.
Den här kraften går att mäta, och är ett slående exempel på en ren kvanteffekt utan motsvarighet i klassisk fysik. Detta var dock inte Casimirs ursprungliga avsikt, och det finns flera sätt att tolka fenomenet.
Casimireffekten förutsågs teoretiskt av de nederländska fysikerna Hendrik B. G. Casimir och
Dirk Polder 1948, som också föreslog ett sätt att mäta den experimentellt. Experimentet i sin klassiska form bekräftade den förutsagda effekten inom 15% från Casimirs beräkning.
Eftersom kraftens styrka snabbt avtar med avståndet är den bara mätbar när avståndet är extremt litet, men kan helt dominera växelverkan mellan plattor på avstånd under mikrometerskala.  På 10 nanometers avstånd kan kraften uppgå till 100 000 Newton per kvadratmeter.

## Vakuumenergi
Casimireffektens orsaker beskrivs av kvantfältteori, som säger att alla de grundläggande krafterna måste vara kvantiserade i varje punkt i rummet.  I en förenklad bild kan ett "fält" i fysiken ses som om rymden var fylld av små kulor kopplade med spiralfjädrar, och fältstyrkan kan i den bilden ses som hur långt kulorna är från sina jämviktslägen.  I det här fält-nätverket kan vågor fortplanta sig.  I kvantfältteori ska varje kula/fjäder-kombination vara kvantiserad, så att fältstyrkan inte kan ha vilka värden som helst.
Detta gäller även i tomma rymden, och vakuum har därför en implicit struktur, med möjlighet att ha alla de egenskaper som partiklar har, som spinn och energi.  I i vakuum går det här i genomsnitt jämnt upp, så att egenskaperna i en volym vakuum totalt sett blir noll.  Men ett viktigt undantag är vakuumenergin, eller mer korrekt väntevärdet för energin i vakuum, även kallat nollpunktsenergi.  I en enkel kula/fjäder-modell blir denna vakuumenergi:
{\displaystyle {E}={\begin{matrix}{\frac {1}{2}}\end{matrix}}\hbar \omega \ .}
Om man summerar över alla tänkbara oscillatorer i en volym vakuum blir summan oändlig.  För att bli av med den oändligheten kan man hävda att bara skillnader i energi har fysisk mening.  Detta är kärnan i renormaliseringsteori, och det är så man praktiskt handskas med oändligheter i fysiska beräkningar.  I en djupare mening är dock detta inte helt tillfredsställande.  En vakuumenergi skulle fungera som en kosmologisk konstant, som empiriskt är mycket mindre än värdet ovan, men inte noll.

## Hur Casimireffekten fungerar
Casimirs utgångspunkt var att det kvantiserade elektromagnetiska fältet kring ledande material måste lyda samma gränsvillkor som det klassiska elektromagnetiska fältet.  Detta påverkar beräkningen av vakuumenergi kring en ledare, eller ett dielektrikum, så att det blir en skillnad i vakuumenergi jämfört med helt tom rymd.  Inne i en sluten volym av metall ska man inte beräkna vakuumenergin som summan av alla tänkbara oscillatorer, utan bara över de stående vågor som "passar" i volymen:
{\displaystyle \langle E\rangle ={\frac {1}{2}}\sum _{n}E_{n}}
Detaljerna i ekvationens termer beror på formen på volymen.  En viktig punkt här är att den kraft som detta ger på volymens väggar beror på hur vakuumenergin ändras om väggens form s ändras infinitesimalt, med {\displaystyle \delta s} vid punkten p.
Detta ger:
{\displaystyle F(p)=-\left.{\frac {\delta \langle E(s)\rangle }{\delta s}}\right\vert _{p}\,}
Detta uttryck ger ändliga värden i många praktiska situationer.
Ett förenklat sätt att uttrycka det kan vara att i fri rymd får kvanta av alla tänkbara storlekar plats, men mellan två plattor är det bara vissa storlekar som passar.  Därför finns det fler kvanta utanför plattorna än mellan dem, och mellanskillnaden ger ett tryck inåt.

### Grundnivå
- Casimir effect description from University of California, Riverside's version of the Usenet physics FAQ.
- A. Lambrecht, The Casimir effect: a force from nothing, Physics World, September 2002.
- Casimir effect on Astronomy Picture of the Day
- Physicists have 'solved' mystery of levitation Telegraph interviews Prof. Ulf Leonhardt and Dr Thomas Philbin

### Vetenskapliga artiklar och böcker
- H. B. G. Casimir, and D. Polder, "The Influence of Retardation on the London-van der Waals Forces", Phys. Rev. 73, 360–372 (1948).
- H. B. G. Casimir, "On the attraction between two perfectly conducting plates" Proc. Kon. Nederland. Akad. Wetensch. B51, 793 (1948)
- S. K. Lamoreaux, "Demonstration of the Casimir Force in the 0.6 to 6 µm Range", Phys. Rev. Lett. 78, 5–8 (1997)
- M. Bordag, U. Mohideen, V.M. Mostepanenko, "New Developments in the Casimir Effect", Phys. Rep. 353, 1–205 (2001), arXiv. (200+ page review paper.)
- Kimball A.Milton: "The Casimir effect", World Scientific, Singapore 2001,ISBN 981-02-4397-9
- G. Bressi, G. Carugno, R. Onofrio, G. Ruoso, "Measurement of the Casimir force between Parallel Metallic Surfaces", Phys. Rev. Lett.  88 041804 (2002)
- O. Kenneth, I. Klich, A. Mann and M. Revzen, Repulsive Casimir forces, Department of Physics, Technion – Israel Institute of Technology, Haifa, February 2002
- J. D. Barrow, "Much ado about nothing", (2005) Lecture at Gresham College. (Includes discussion of French naval analogy.)
- Barrow, John D. (2000). The book of nothing : vacuums, voids, and the latest ideas about the origins of the universe (1st American). New York: Pantheon Books. ISBN 0-09-928845-1 (Also includes discussion of French naval analogy.)
- Jonathan P. Dowling, "The Mathematics of the Casimir Effect", Math. Mag. 62, 324–331 (1989).